# Desmond Leslie
Desmond Arthur Peter Leslie, conosciuto come Desmond Leslie (29 giugno 1921 – Antibes, 21 febbraio 2001), è stato uno scrittore, regista e compositore britannico.

## Biografia
Figlio di sir Shane Leslie, un cugino di primo grado di Winston Churchill, Desmond nacque a Castle Leslie, nei pressi del villaggio di Glaslough, nella contea di Monaghan. Fu educato ad Ampleforth all'Ampleforth College, poi studiò a Dublino al Trinity College. Durante la seconda guerra mondiale fu ufficiale pilota nella RAF. Nel 1945 pubblicò il suo primo libro, Careless Lives; nello stesso anno sposò la cantante e attrice Agnes Bernelle, che aveva conosciuto durante la guerra. La coppia si stabilì a Londra, dove Leslie continuò la sua attività di scrittore. Alla fine degli anni quaranta si interessò al cinema, fondò una casa di produzione cinematografica e scrisse il soggetto cinematografico del suo primo film, Stranger at my door, di cui fu anche regista. Negli anni cinquanta si interessò anche di musica elettronica e compose vari pezzi, che riunì nel disco Music of the Future, uscito nel gennaio del 1960; alcuni dei pezzi di Leslie furono utilizzati come colonne sonore di episodi di serie televisive degli anni sessanta. Interessatosi di ufologia, Leslie scrisse diversi articoli sulla rivista Flying Saucers Review e un libro insieme al contattista George Adamski. Nel 1963 Leslie si trasferì con moglie e figli nell'Ulster, nella dimora di famiglia di Castle Leslie. Nel 1969 Leslie divorziò dalla moglie Agnes, da cui aveva avuto tre figli. L'anno successivo si risposò con Jennifer Helen Strong, che gli diede due figli. Negli anni ottanta Leslie si dedicò a restaurare Castle Leslie; nello stesso periodo sviluppò un grande interesse per lo spiritualismo. In seguito si trasferì con la moglie Jennifer nel sud della Francia. Rimasto vedovo, morì a 79 anni.

## Ascendenza
|                                         |           |                                                | Genitori                        |  |  | Nonni |  |  | Bisnonni                     |  |  | Trisnonni             |  |
|                                         |           |                                                |                                 |  |  |       |  |  | sir John Leslie, I baronetto |  |  | Charles Powell Leslie |  |
|                                         |           |                                                |                                 |  |  |       |  |  | sir John Leslie, I baronetto |  |  | Charles Powell Leslie |  |
|                                         |           | Christiana Fosbery                             |                                 |  |  |       |  |  | sir John Leslie, I baronetto |  |  |                       |  |
| sir John Leslie, II baronetto           |           |                                                |                                 |  |  |       |  |  | sir John Leslie, I baronetto |  |  |                       |  |
|                                         |           | lady Constance Wilhelmina Frances Dawson-Damer | hon. George Lionel Dawson-Damer |  |  |       |  |  |                              |  |  |                       |  |
|                                         |           | lady Constance Wilhelmina Frances Dawson-Damer | hon. George Lionel Dawson-Damer |  |  |       |  |  |                              |  |  |                       |  |
|                                         |           | lady Constance Wilhelmina Frances Dawson-Damer | hon. Mary Georgiana Seymour     |  |  |       |  |  |                              |  |  |                       |  |
| sir John Randolph Leslie, III baronetto |           | lady Constance Wilhelmina Frances Dawson-Damer |                                 |  |  |       |  |  |                              |  |  |                       |  |
|                                         |           | Leonard Walter Jerome                          | Isaac Jerome                    |  |  |       |  |  |                              |  |  |                       |  |
|                                         |           | Leonard Walter Jerome                          | Isaac Jerome                    |  |  |       |  |  |                              |  |  |                       |  |
|                                         |           | Leonard Walter Jerome                          | Aurora Murray                   |  |  |       |  |  |                              |  |  |                       |  |
| Leonie Blanche Jerome                   |           | Leonard Walter Jerome                          |                                 |  |  |       |  |  |                              |  |  |                       |  |
|                                         |           | Clarissa Hall                                  | Ambrose Hall                    |  |  |       |  |  |                              |  |  |                       |  |
|                                         |           | Clarissa Hall                                  | Ambrose Hall                    |  |  |       |  |  |                              |  |  |                       |  |
|                                         |           | Clarissa Hall                                  | Clarissa Willcox                |  |  |       |  |  |                              |  |  |                       |  |
| Desmond Leslie                          |           | Clarissa Hall                                  |                                 |  |  |       |  |  |                              |  |  |                       |  |
|                                         | Jacob Ide | Timothy Ide                                    |                                 |  |  |       |  |  |                              |  |  |                       |  |
|                                         | Jacob Ide | Timothy Ide                                    |                                 |  |  |       |  |  |                              |  |  |                       |  |
|                                         | Jacob Ide | Esther Armington                               |                                 |  |  |       |  |  |                              |  |  |                       |  |
| Henry Clay Ide                          | Jacob Ide |                                                |                                 |  |  |       |  |  |                              |  |  |                       |  |
|                                         |           | Lodoiska Knights                               | …                               |  |  |       |  |  |                              |  |  |                       |  |
|                                         |           | Lodoiska Knights                               | …                               |  |  |       |  |  |                              |  |  |                       |  |
|                                         |           | Lodoiska Knights                               | …                               |  |  |       |  |  |                              |  |  |                       |  |
| Marjorie Ide                            |           | Lodoiska Knights                               |                                 |  |  |       |  |  |                              |  |  |                       |  |
|                                         |           | Joseph Melcher                                 | …                               |  |  |       |  |  |                              |  |  |                       |  |
|                                         |           | Joseph Melcher                                 | …                               |  |  |       |  |  |                              |  |  |                       |  |
|                                         |           | Joseph Melcher                                 | …                               |  |  |       |  |  |                              |  |  |                       |  |
| Mary M. Melcher                         |           | Joseph Melcher                                 |                                 |  |  |       |  |  |                              |  |  |                       |  |
|                                         |           | Sophia Jones                                   | …                               |  |  |       |  |  |                              |  |  |                       |  |
|                                         |           | Sophia Jones                                   | …                               |  |  |       |  |  |                              |  |  |                       |  |
|                                         |           | Sophia Jones                                   | …                               |  |  |       |  |  |                              |  |  |                       |  |
|                                         |           | Sophia Jones                                   |                                 |  |  |       |  |  |                              |  |  |                       |  |

## Libri principali
- Careless Lives: A novel, 1945
- Pardon my return, 1945
- Con George Adamski (coautore), Flying Saucers are landed, 1953
- Hold back the night, 1956
- The amazing Mr Lutterworth: A novel, 1958
- Con Patrick Moore (coautore), How Britain won the space race, 1972
- The Jesus file, 1975

## Film
- Stranger at my door, 1950
- Stranger from Venus, 1954

## Dischi
- Music of the Future, 1960 (riproposto nel 2005 come audio CD dall'etichetta discografica indipendente Trunk Records)